# هاوارد دین
هوارد براش دین سوم (به انگلیسی: Howard Brush Dean III) (زاده ۱۷ نوامبر ۱۹۴۸) یکی از سیاستمداران سابق ایالات متحده آمریکا که به عنوان هفتاد و نهمین فرماندار ایالت ورمانت از سال ۱۹۹۱ تا ۲۰۰۳ خدمت می‌کرد.
وی از سال ۲۰۰۵ تا ۲۰۰۹ رئیس کمیته ملی دموکراتیک (DNC) بود.
در سال ۲۰۰۴، دین یکی از گزینه‌ها برای نامزدی حزب دموکرات برای رئیس جمهور ایالات متحده بود.
او یک پزشک متبحر است. دوران فرمانداری وی در ایالت ورمانت با تلاش تهاجمی وی برای گسترش پوشش مراقبت های بهداشتی دولتی متمایز شده بود.
وی از دمکرات هایی است که راهبردها و نتایج بلند مدت حزب دموکرات را فدای مسائل کوتاه مدت نمی‌کنند.
وی معتقد است که در انتخابات ریاست جمهوری آمریکا از هر سه نفر از افرادی که به کلیسا می‌روند ۲ نفر به جمهوریخواهان رای می‌دهند ولی از افرادی که به کلیسا نمی‌روند از هر ۳ نفر ۲ نفر به دموکرات ها رای می‌دهند.

## انتخابات ریاست جمهوری در سال ۲۰۰۴
در انتخابات ریاست جمهوری ایالات متحده در سال ۲۰۰۴ ، هوارد دین گزینه مسلم حزب دموکرات بود. ولی در نهایت جان کری از طرف دموکرات ها بعنوان نامزد معرفی گردید. برخی معتقدند که حضور هوارد دین می‌توانست نتیجه مناسب‌تری را برای دموکرات‌ها رقم بزند.

## در سال ۲۰۰۳
در مارس سال ۲۰۰۳ او یک سخنرانی به شدت انتقادی در مورد رهبری حزب دموکرات در کنوانسیون حزب دموکرات ایالت کالیفرنیا انجام داد که توجه فعالان حزب را به خود جلب نمود. و با این جمله شروع میشد: "چیزی را که من میخواهم بدانم این است که چرا بسیاری از دموکرات ها از مداخله یکجانبه رئیس جمهور در عراق حمایت میکنند؟"
و پاییز ۲۰۰۳ ، دین آشکارا به یکی از گزینه ها برای نامزدی حزب دموکرات تبدیل شده بود و در اکثر نظر سنجی ها به شدت از رقبای خود در جمع آوری کمک های مالی پیشی گرفته بود.

## جیغ کشیدن دین
به‌طور خاص این نقل قول وی بارها و بارها پخش شده است:
نه تنها ما به نیوهمپشایر میرویم، تام هارکین، ما قصد داریم به کارولینای جنوبی و اوکلاهاما و آریزونا و داکوتای شمالی و نیومکزیکو، و ما قصد رفتن به کالیفرنیا و تگزاس و نیویورک .... و ما قصد داریم به داکوتای جنوبی و اورگان و واشنگتن و میشیگان برویم. و پس از آن ما قصد داریم به واشنگتن دی سی برویم برای بازپس گرفتن کاخ سفید! آره!